# راي ديفيز (كاتب)
راي ديفيز (بالإنجليزية: Ray Davies) (و. 1944  م) هو عازف قيثارة، وملحن، ومغني، وكاتب أغاني، ومنتج أسطوانات، وموسيقي بريطاني.

## التعليم
تعلم في جامعة مدلسكس.

## جوائز
حصل على جوائز منها:
- لقب فارس (1 يناير 2017)
- قائد وسام الامبراطورية البريطانية.

## وصلات خارجية
- راي ديفيز على موقع IMDb (الإنجليزية)
- راي ديفيز على موقع الموسوعة البريطانية (الإنجليزية)
- راي ديفيز على موقع ميوزك برينز (الإنجليزية)
- راي ديفيز على موقع رولينغ ستون (الإنجليزية)
- راي ديفيز على موقع إن إن دي بي (الإنجليزية)
- راي ديفيز على موقع أول ميوزيك (الإنجليزية)
- راي ديفيز على موقع ديسكوغز (الإنجليزية)
- راي ديفيز على موقع قاعدة بيانات الفيلم (الإنجليزية)

- راي ديفيز في قاعدة بيانات الأفلام على الإنترنت